# Ołtarz Mikołaja z Verdun

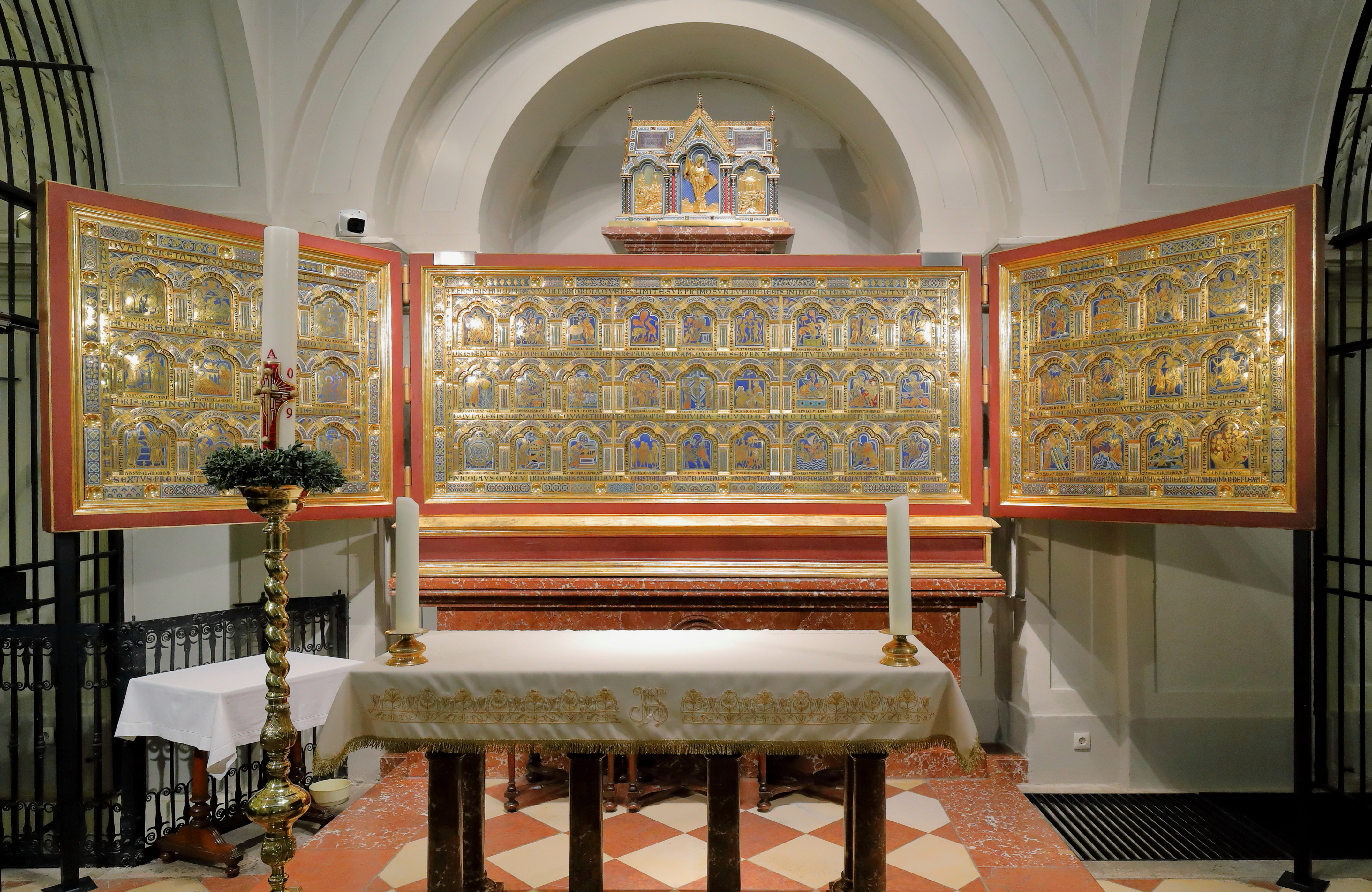
Ołtarz Mikołaja z Verdun

Ołtarz Mikołaja z Verdun – cenny przykład późnoromańskiego złotnictwa ze schyłku XII wieku. Wykonany został w 1181 przez Mikołaja z Verdun. Znajduje się w kaplicy św. Leopolda wchodzącej w skład opactwa Kanoników Regularnych w Klosterneuburgu koło Wiednia. 
Ołtarz składa się z 51 plakietek wykonanych ze złota. Każda z nich ma kształt trójlistnej arkady, ustawione są one w trzech rzędach. Pierwotnie plakietki te stanowiły okładzinę ambony, jeszcze w średniowieczu utworzono z nich tryptyk ołtarzowy. Układ scen nie jest przypadkowy, przebiega on niezgodnie z chronologią biblijną, lecz z treściami ideowymi. Scenom z Nowego Testamentu, które znajdują się w rzędzie środkowym i odnoszą się do działalności Jezusa Chrystusa (stąd określenie sub Gratia), przyporządkowane zostały przedstawienia ze Starego Testamentu, w dwóch rzędach, górnym i dolnym. W górnym znalazły się wydarzenia z okresu przed nadaniem prawa – ante Legem – obejmującego epokę od Adama do Mojżesza. W pasie dolnym umieszczone zostały przedstawienia ilustrujące okres od nadania prawa Mojżeszowi na Synaju do narodzin Jezusa, to epoka sub Lege. W centrum zgodne z hierarchią znajduje się scena Ukrzyżowania. Oprócz postaci biblijnych zostały przedstawione wizerunki aniołów oraz personifikacje cnót. Obramienia pojedynczych scen zawierają leoniańskie napisy łacińskie, które nadają alegoryczny charakter całej kompozycji.